# جان سكوت (لاعب كرة قدم)
جان سكوت (بالإسبانية: Jean Scott)‏ هو لاعب كرة قدم كوستاريكي، ولد في 14 مارس 1994 في إيريذيا في كوستاريكا.